# Копий, Валерий Васильевич
Вале́рий Васи́льевич Ко́пий (род. 20 февраля 1948, Пушкин, Ленинградская область) — советский футболист.

## Биография
Воспитанник футбольной школы «Смена» (1959—1966). Начинал в дубле ленинградского «Зенита» в 1966. Первые матчи на высоком уровне провел в составе клуба «Нефтчи» Фергана.
В 1970—1971 играл за «Автомобилист» Житомир, затем два года — за «Зарю» (Ворошиловград).
В 1974 вернулся в Ленинград, играл в клубах «Динамо» и «Зенит».
В высшей лиге чемпионата СССР провел 26 матчей, забил 1 мяч.
По состоянию на 2009 год проживал в Санкт-Петербурге, участник ветеранских матчей.
Сыграл один товарищеский матч за сборную СССР против Уругвая в 1972 году на «Кубке Независимости» в Бразилии.

## Достижения
- Чемпион СССР: 1972